# Metasekwoja chińska
Metasekwoja chińska (Metasequoia glyptostroboides) – gatunek drzewa należący do rodziny cyprysowatych, jedyny żyjący przedstawiciel rodzaju metasekwoja. Gatunek jest żywą skamieniałością. Występował w erze mezozoicznej, w końcu okresu kredowego i dominował w trzeciorzędzie. Był rośliną szeroko rozprzestrzenioną na półkuli północnej. Pod koniec oligocenu, na skutek zmian klimatycznych i ich następstw, zasięg metasekwoi zaczął się stopniowo zmniejszać. W czwartorzędzie gatunek zachował się jedynie na stanowiskach reliktowych w Chinach.

## Odkrycie
Pierwsze badania szczątków nieznanej rośliny prowadził jeszcze przed rokiem 1928 Seido Endo. Trzynaście lat później japoński paleobotanik Sigeru Miki potwierdził odkrycie nowego rodzaju i nadał mu naukową nazwę Metasequoia. W tym samym roku w Chinach, w miejscowości Wanhsien, leśnik T. Kan znalazł nieznany mu gatunek drzewa. W czasie II wojny światowej wysłano z Ameryki wyprawę badawczą w celu zebrania nasion, które ostatecznie rozdysponowano pomiędzy 76 instytucji i osób zainteresowanych rozmnażaniem tego gatunku. Do roku 1948 w Stanach Zjednoczonych Ameryki Północnej i w Europie rosło już około 1500 drzew rozmnożonych z nasion pochodzących z Chin. Dość szybko jednak odkryto, że drzewo to może być łatwo rozmnażane przez sadzonki. Ten sposób rozmnażania jest także dzisiaj szeroko stosowany.

## Zasięg geograficzny
Metasekwoja chińska jest endemitem Chin. Rośnie na obszarze o powierzchni ok. 800 km² na pograniczu prowincji Syczuan, Hunan i Hubei. Najsilniejsza populacja znajduje się w prowincji Hubei, gdzie w dolinie rzeki Modao występuje na obszarze o długości 25 km i szerokości ok. 1,5 km. Za naturalne uważa się rosnące tu skupienia liczące po kilkadziesiąt drzew na stokach wzgórz i wąwozów, podczas gdy drzewa rosnące na dnie doliny i przy brzegach rzek uznaje się za sadzone. Odrębne stanowisko znalezione w końcu XX wieku znajduje się w powiecie Longshan w prowincji Hunan.

## Morfologia

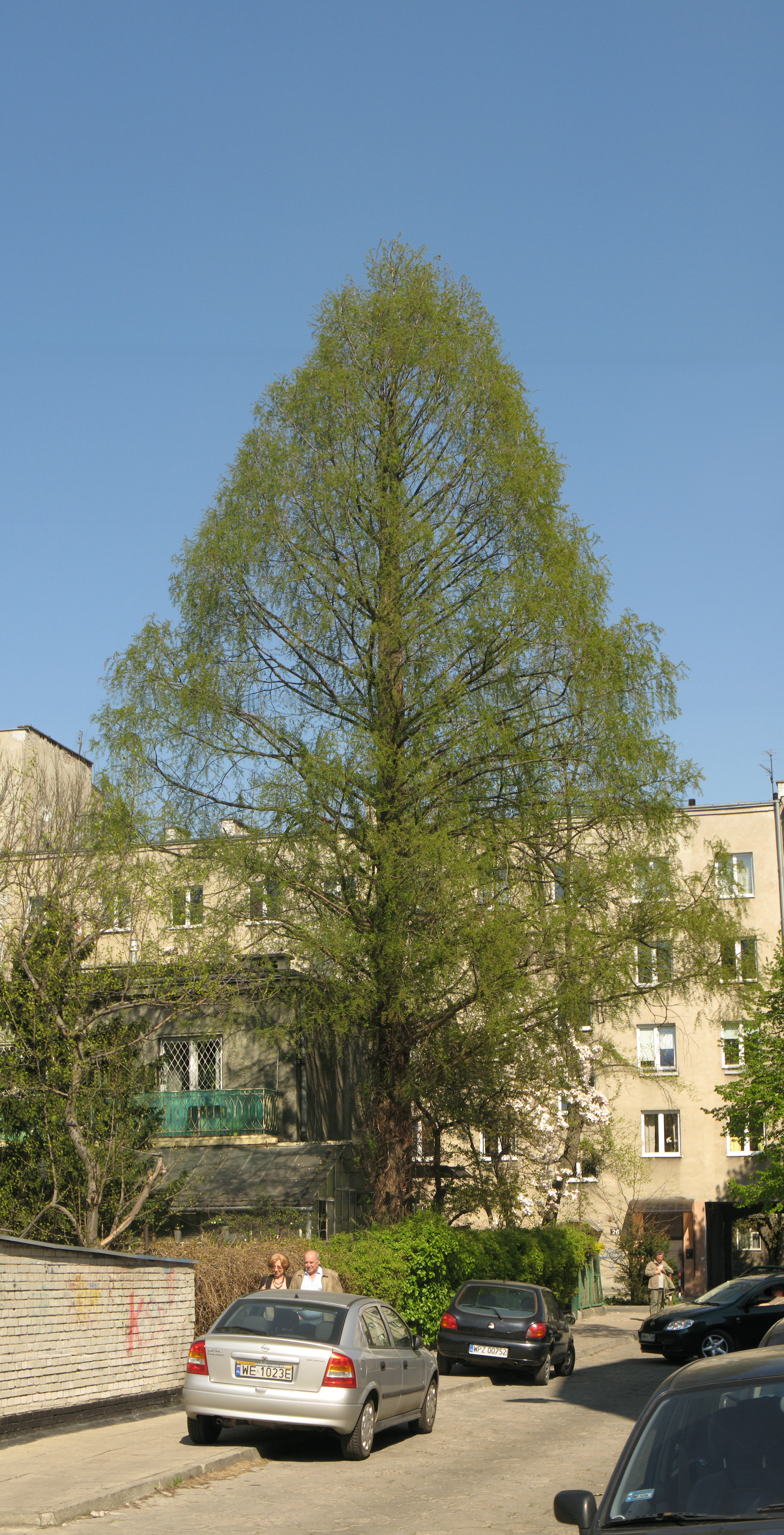
Dwie metasekwoje w Warszawie (ul. Adampolska 13) - pomniki przyrody. Drzewa pochodzą prawdopodobnie z pierwszej partii nasion tej rośliny sprowadzonej do Polski.

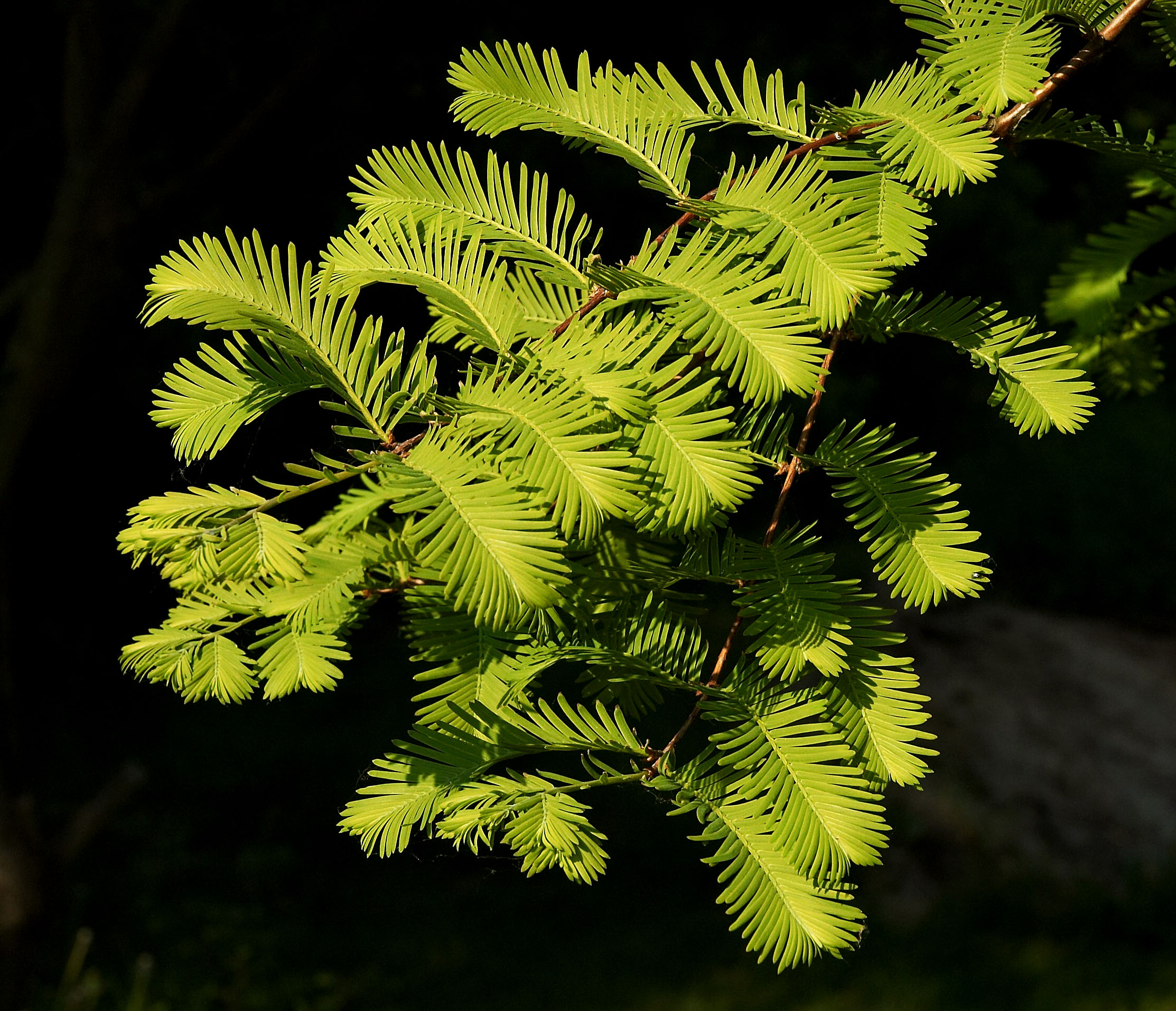
Gałązka z liśćmi

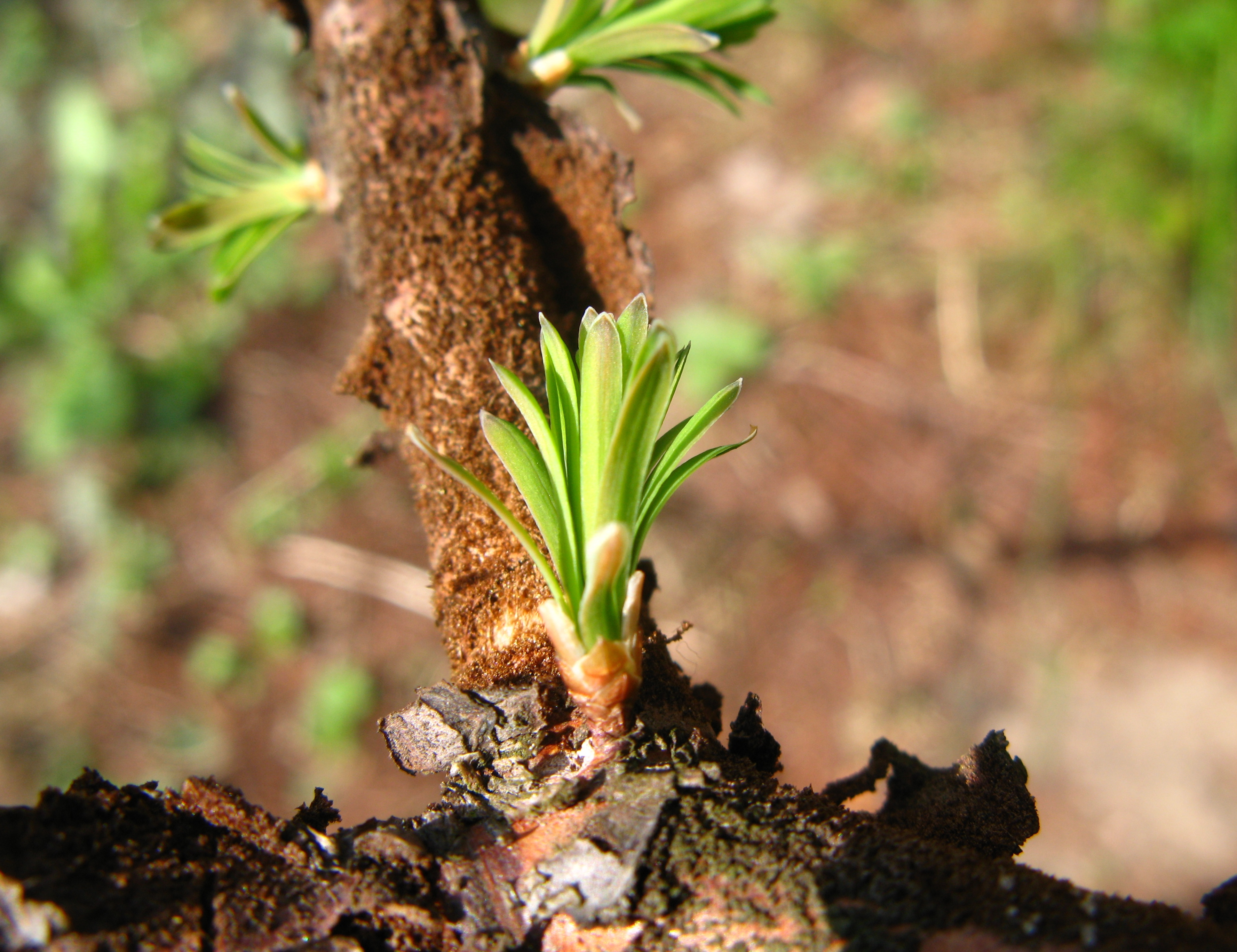
Młode liście

PokrójKorona smukła, wąskostożkowata, dość luźna.
PieńRośnie szybko i jest długowieczna. Prawdopodobnie dożywa ok. 2000 lat. Po 10 latach osiąga około 7 metrów. Dorosłe drzewa mierzą 35 metrów wysokości (maksymalnie 50) i ok. 2,5 m średnicy pnia. Pień dość gruby, u nasady często rozszerzony, prosty, widoczny do samego wierzchołka, u nasady konarów posiadający zwykle osobliwe wklęśnięcia. Gałęzie średnio grube, rozmieszczone okółkowo, na dole prostopadłe do pnia, wyżej ukośnie wzniesione, zaczynają wyrastać nisko nad ziemią.
KoraU młodych drzew rudopomarańczowa, u starszych bladobrunatna lub lekko żółtobrunatna. Łuszczy się pionowymi pasami.
PędyDwojakiego rodzaju. Długopędy trwałe, drewniejące, młode bardzo cienkie i delikatne, początkowo zielonawe, potem czerwonawobrązowe, przekształcają się w gałązki. Krótkopędy niedrewniejące (zielne), okresowe - opadają na zimę, długości 5–15 cm, zielone.
LiściePłaskie i bardzo miękkie, niekłujące. Ustawione dwurzędowo na naprzeciwległych krótkopędach. Poszczególne szpilki o długości 1–3 cm są równowąskie. W porze listnienia przybierają żywą, trawiastozieloną barwę, później są nieco ciemniejsze. Jesienią przebarwiają się na żółto, łososiowo- lub rubinowoczerwono. Opadają wraz z pędami zielnymi w czasie przymrozków.
KwiatyRozdzielnopłciowe, rozmieszczone jednopiennie, wiatropylne. Kwiaty męskie zebrane licznie w zwisające, groniaste lub wiechowate kwiatostany długości do 10 cm. Pojedyncze kwiaty małe, kuliste. Kwiaty żeńskie zebrane w szczytowe, małe, zielone szyszeczki stojące na krótkich trzonkach. Kwitnienie przypada na maj.
SzyszkiOwalne do kulistych, małe, długości 1,5–2,5 cm, najpierw zielone i stojące, po dojrzeniu brązowe, zwisające na długich (około 2 cm), cienkich trzonkach. Składają się z 20–30 naprzeciwległych, bardzo szerokich, tarczkowatych, po dojrzeniu znacznie rozchylonych łusek. Nasiona długości 2–4 mm, spłaszczone i oskrzydlone, ułożone na łuskach nasiennych po 6–9 sztuk. Dojrzewają od października do grudnia w pierwszym roku.
KorzenieMetasekwoja wytwarza płytki i bardzo rozległy system korzeniowy, w którym główne korzenie biegną tuż pod powierzchnią ziemi.
DrewnoTwardziel ma barwę czerwoną, na świetle ciemnieje w ciągu kilku godzin. Jest niebywale trwała i odporna na gnicie oraz szkodniki. Biel jest stosunkowo cienki i ma jasnożółte zabarwienie.

## Ekologia
Nieliczne stanowiska naturalne metasekwoi chińskiej występują na osłoniętych górami terenach wyżynnych pomiędzy 700 a 1350 m n.p.m. Są to miejsca o dużych opadach, wilgotne lub nawet okresowo zalewane, najczęściej w pobliżu rzek i zbiorników wodnych, na brzegach pól ryżowych itp. Gatunek cechuje się przeciętnymi wymaganiami glebowymi, najlepiej rośnie na podłożu żyznym i świeżym, ale przede wszystkim wilgotnym. Poza tym jest drzewem światłolubnym; znosi jeszcze półcień, ale na stanowiskach zacienionych może tracić igły lub nawet całe dolne pędy. Gatunek jest odporny na mróz (młode osobniki mogą w Polsce przemarzać) i zanieczyszczenie powietrza.

## Uprawa

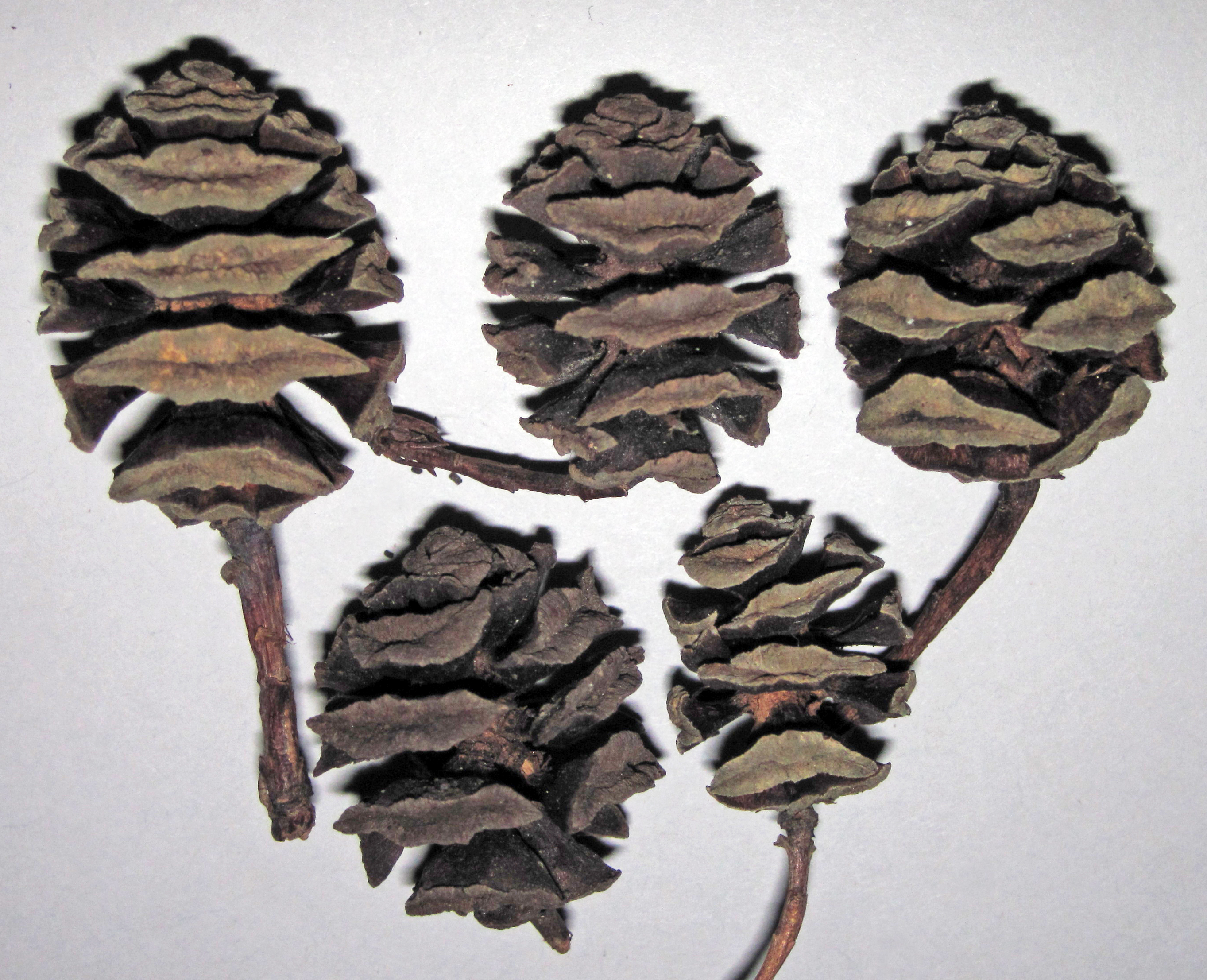
Szyszki

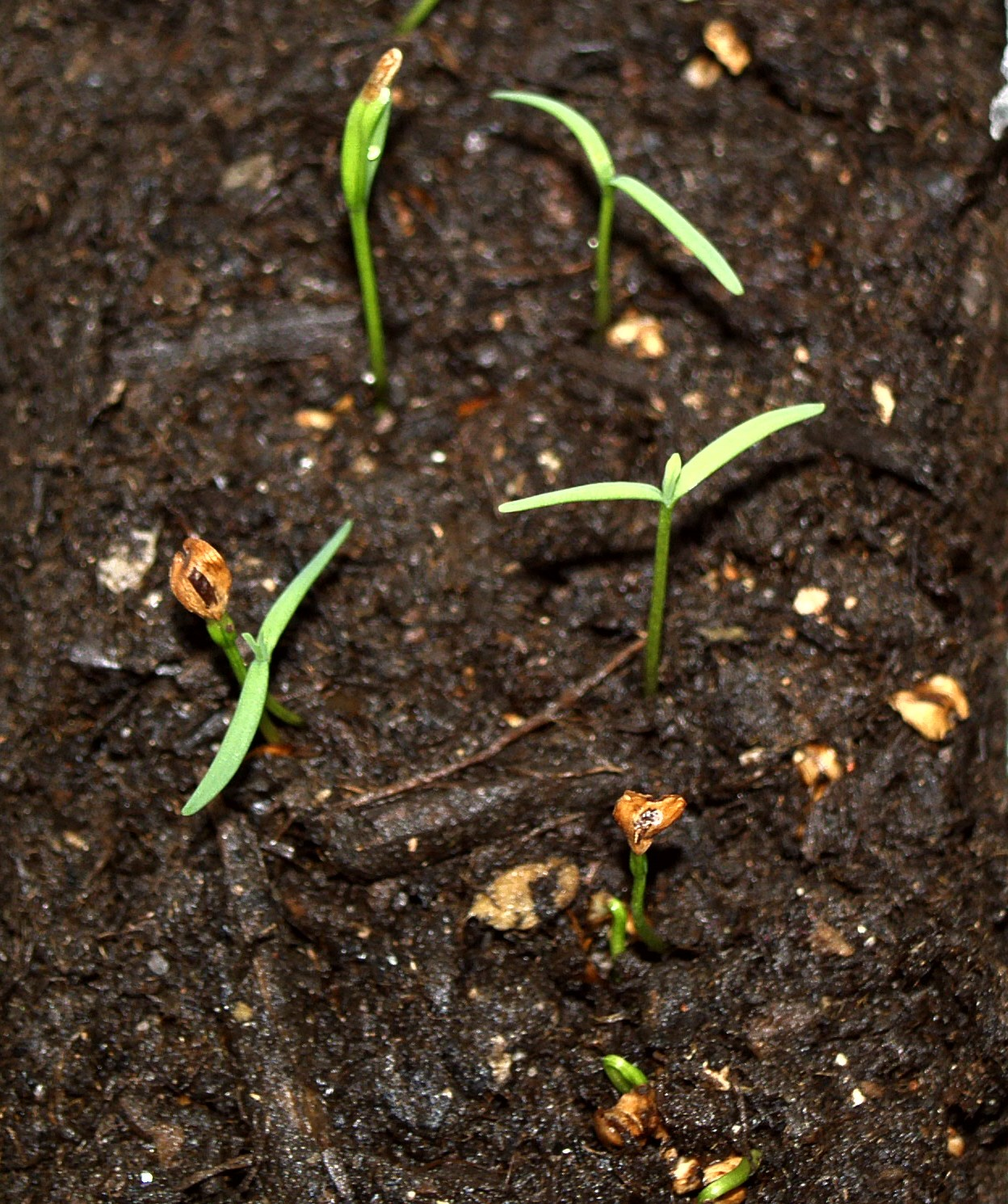
Dwutygodniowe siewki

WymaganiaGleby żyzne, najlepiej kwaśne, wilgotne lub podmokłe, nie ciężkie. Na zasadowym i suchym podłożu rośnie powoli. Największe przyrosty metasekwoi są obserwowane na glebach bagiennych, powstałych z torfowisk niskich. Gatunek znosi słabe ocienienie.
RozmnażanieNasiona wysiewamy w szklarni. Od końca czerwca do sierpnia pobieramy wierzchołkowe sadzonki zielne i ukorzeniamy w kwaśnym podłożu w skrzynkach z podgrzewanym dnem (22-25 °C). Potrzebują wysokiej wilgotności powietrza i ocienienia.

## Odmiany uprawne
- Emerald Feathers – regularny, stożkowaty pokrój, zielone ulistnienie. Otrzymana w Wielkiej Brytanii w 1979 roku
- Fastigiata – pokrój stożkowaty.
- Goldrush – odmiana o żółtym zabarwieniu igieł. Otrzymana w Japonii.
- Green Mantle – wyhodowana w Anglii w 1989 roku.
- Moerheim – zwarty, piramidalny pokrój. Otrzymana w Holandii w 1967 roku.
- National – najstarsza odmiana. Wyselekcjonowana w 1958 roku w Stanach Zjednoczonych.
- Sheridan Spire – bardzo wąski, kolumnowy pokrój i jasnozielone zabarwienie igieł. Maksymalna wysokość 20 m.
- Spring Cream – młode przyrosty barwy kremowej, później zielone. Otrzymana w Australii.
- Vada – zwarty, piramidalny pokrój. Otrzymana w Holandii.
- Jack Frost – pędy przewieszające się, igły z jasnokremowym paskiem.
- Waasland – odmiana o wzniesionych, ciemnobrązowych pędach i łuszczącej się korze.
- White Spot – ulistnienie jasnozielone. Niektóre igły białe lub biało nakrapiane.